# San Pedro (Los Angeles)
San Pedro és una comunitat que forma part de la ciutat de Los Angeles, Califòrnia, Estats Units, des del 1909. Té un dels principals ports de la regió. Era una comunitat pesquera, però avui és més aviat una zona residencial de classe obrera.